# 日本スノーケリング連盟
日本スノーケリング連盟（にほんスノーケリングれんめい）は、スノーケリングの普及、スノーケリングインストラクターの養成と資格認定をする日本のスポーツ団体。2003年4月に、NPO法人バリアフリー・スポーツ・ネットワーク内に設立された。

## 事業内容
- 学校教育（小学校・中学校・高校・大学）におけるスノーケリング体験学習
- 生涯スポーツとして高齢者・障害者・児童へのスノーケリング体験会・教室開催事業
- スノーケリング指導者（インストラクター）の養成および資格認定事業
- ウォータースポーツリハビリ指導者養成事業
- 指導者向け安全講習会事業
- 公認スノーケリング指導者（インストラクター）の派遣
- スノーケリング普及活動